# Colibri roux
Selasphorus rufus
Espèce
Statut de conservation UICN

 NT  : Quasi menacé
Statut CITES
Le Colibri roux (Selasphorus rufus) est une espèce d'oiseaux appartenant à la famille des Trochilidae, à la sous-famille des Trochilinae et à la tribu des Mellisugini.

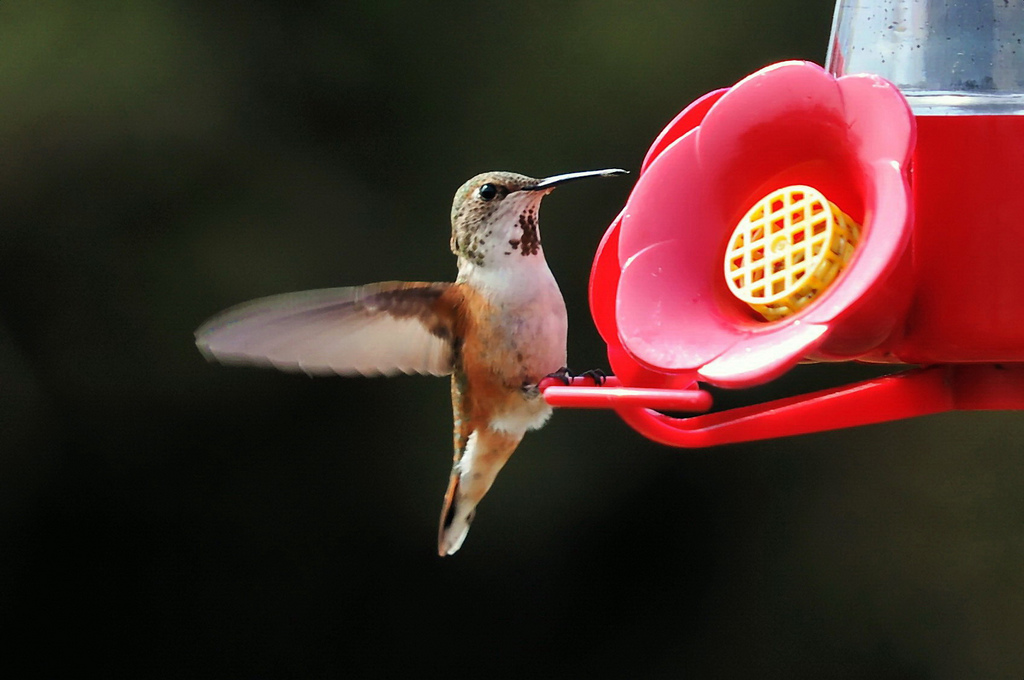
Une femelle

## Répartition

Carte de répartition de l'espèce
Zone de nidification
Zone d'hivernage